# Le Bailleul
Le Bailleul là một xã thuộc tỉnh Sarthe trong vùng Pays-de-la-Loire tây bắc nước Pháp. Xã này có diện tích 27,8 km2, dân số năm 2006 là 1120 người.